# 今東光
今 東光（こん とうこう、1898年〈明治31年〉3月26日 - 1977年〈昭和52年〉9月19日）は、横浜生まれの小説家、天台宗大僧正（法名 春聽）、中尊寺貫主、参議院議員。大正末期に新感覚派の作家として出発。その後出家し、長く文壇を離れたが復帰。住職として住んだ河内や平泉、父祖の地、津軽など奥州を題材にした作品で人気を得た。週刊誌やテレビでも活躍し、毒舌和尚としても知られた。
作家・評論家で初代文化庁長官を務めた今日出海（ひでみ）は三弟。儒学者の伊東梅軒は母方の祖父。医師で第8代弘前市長や衆議院議員を務めた伊東重は母方の伯父。国家主義者の伊東六十次郎は従弟。外交官の珍田捨巳は父方の遠縁にあたる。

## 経歴

### 新進時代
横浜市伊勢町（野毛山・伊勢山皇大神宮下）にて代々津軽藩士山奉行家系の父・武平（ぶへい）、母・綾の間の3人兄弟の長男として生まれた。四男 信巳（のぶみ）は早世。しばしば文学史年譜などに「横浜市伊勢崎町生まれ」とあるが、あきらかに間違いで、現在の横浜市中区伊勢町・宮崎町には、日本郵船会社 (NYK) の社宅があった。
父武平（明治元 9/4 生）は船長職の最古参で、国内五港定期航路 品川丸を経て、海外航路 香取丸のキャプテンを務める。四男が生まれた明治40年（1907年）頃、南インド・マドラスに寄港、船の修理で船渠（ドック）入りした折、アディアールで神秘思想に触れ、「神智学協会 The Theosophical Society　霊智学会とも呼称」会員となる。以後「胡桃船長」の異名をとるほどに菜食主義に徹した有数の神智学徒としても知られた。アニー・ベサント、ジッドゥ・クリシュナムルティと親交を深め、1914年にベサントがクリシュナムルティを救世主として作った、星の教団 The Order of the Star in the East に入会。1916年、来日時のラビンドラナート・タゴールと知遇になったり、第一次世界大戦時に船がドイツの無差別攻撃で巡洋艦エムデンに追われたが、智略によってこれを回避したりした。1920年、東京市本郷区西片町に「神智學協会東京ロッヂ」 を開設、鈴木大拙夫人で神智学者だったベアトリス・レイン（Beatrice Lane）とも交流した。母、綾は、函館・遺愛女学校（遺愛学院）、明治女学校に学んだ才媛で佐藤紅緑（サトウハチロー、佐藤愛子の父）とは小学校の同級生だった。
東光は父の転勤に沿い、幼年・少年期を小樽・函館・横浜・大阪と転じ、10歳より神戸で育つ。この頃、神戸の御影に家があり、父同士が友人だった郡虎彦の影響で文学に関心を持ち、永井荷風、谷崎潤一郎を耽読、漢文に長け北原白秋、室生犀星と文通を試みるほどの早熟振りであったが、牧師の娘と交際したことなどから関西学院中学部を第3学年の1学期の終わりで諭旨退学になった。兵庫県立豊岡中学校に転校するも地元の文学少女と恋愛したことから素行が悪いとされ退校処分を受ける。こののち正規の教育を受けることなく、本人の記すところに拠ると「以後独学」とある。
1915年、上京して小石川茗荷谷の伯父の家に寄食し、「太平洋画会／太平洋美術会」(中村不折)、「川端画塾／川端画学校」（主任教官 藤島武二)に通い、画家を目指しながら文学も志し東郷青児、関根正二らと親交を結び、生田長江に佐藤春夫を紹介される。東郷、佐藤春夫と第6回二科展に油彩を出品するも選に入らず絵筆を折る。このころ東郷のとりもちで、本郷三丁目の西洋料理店・燕楽軒で女給をしていた宇野千代とも短期間交際した（芥川龍之介がこのエピソードをもとに短編葱』を創作）。1917年11月、室生犀星の詩誌「感情」に詩篇「父の乗る船」が掲載される。この間、一家は神戸から東京市本郷区西片町に引越し、東光も実家に戻った。1918年秋、駒込、佐藤春夫宅で谷崎潤一郎に遇い、以後生涯、師と仰ぐこととなった。谷崎の非常勤無給秘書を務めながら、1920年、神戸時代の知人（二弟の同級生）池田虎雄=麗進(大阪 千日前、日蓮宗 妙見宮 蓮登山自安寺)の紹介で、一高寮で知り合った川端康成、鈴木彦次郎らと交友を深め一高のモグリ学生となり「盗講」と号し、芥川龍之介の勧めに塩谷温博士の中国古典講義を聴講した。
1921年、川端の強い推薦により、ともに第6次「新思潮」の発刊に同人として参加。『支那文学大観』の刊行に際しては「桃花扇」「唐代小説」等の訳出を担当し、帝大生の論文の代筆も引き受けるほどの学殖だった。1922年秋『新潮』に発表した随筆「出目草紙」を認められ、菊池寛の訪問を受け『文藝春秋』創刊に参画。その後石浜金作らと新進作家による『文藝時代』創刊に参加して、1924年「軍艦」、1925年「痩せた花嫁」などを発表。1924年創刊の『苦楽』に発表した「朱雀門」も高く評価され、新感覚派文学運動の作家としての位地を得る。
しかし、菊池寛が『文学講座』の刊行に際して東光が正規の文学士ではないという理由から執筆メンバーから外したこと、直木三十五が記して『文藝春秋』1924年11月号が掲載したゴシップ記事「文壇諸家価値調査表」に腹を立て反駁文を『新潮』に掲載したことなどをきっかけに激しく菊池寛ら「既成文壇の権威」と対立し袂を別ち、『文藝時代』も脱退した（文藝時代#『文藝時代』創刊をめぐる騒動を参照）。新潮社の中村武羅夫らによる「不同調」に参加すると同時に、神楽坂・白銀町に文党社を興し同人誌「文党」を創刊。村山知義が表紙画を担当、間宮茂輔、サトウハチローらが参加し、参加者がプラカードをぶら下げて「文党」の歌(桃太郎の節)を歌いながら街頭を練り歩くなどもした。「苦楽」に掲載した「異人娘と武士」は阪東妻三郎プロダクション第1回作品として映画化されて大当たりし、この縁で阪妻プロの顧問となり、一時京都嵯峨野にも住む。関東大震災の時に一緒に逃げ歩いた、元帝国劇場女優の人妻とのちに結婚する。1925年に処女作品集『痩せた花嫁』（金星堂）を出版し好評を受け、雑誌からの執筆依頼も増え、1926年に初の新聞小説『愛経』（東京日々新聞、大阪日日新聞）を連載。
1927年、芥川龍之介の自殺に遭い、この頃より出家を志す。「文党」に集まっていた社会運動家の影響でプロレタリア文学にも関心を強め、新感覚派の片岡鉄兵、鈴木彦次郎らとともに「左傾」を声明し、1929年に日本プロレタリア作家同盟に参加、作家同盟の機関誌『戦旗』に戯曲「クロンスタットの春」、書き下し長篇として南部藩の百姓一揆を題材にした『奥州流血録』などを発表。プロレタリア大衆文学の先駆的作品とされる（ただし、この著作は生出仁によるものであったという説が有力）。映画の関係から、日本プロレタリア映画同盟（プロキノ）の初代委員長や、映画従業員組合の委員長もつとめていた。しかし、妻フミ子の嫉妬と極端な独占欲により文学関係者との交際を妨害されたことや、左翼運動の中での軋轢が決定打となって次第に文壇に距離を置く。この時期、妻の実家があった茨城県結城郡大花羽村、鬼怒川の辺に書院を建て独居していたが、同地の古刹、天台宗 正覚山蓮華院安楽寺（現茨城県常総市大輪）住職、弓削俊澄僧正の知遇を得て、非常勤私設秘書を買って出た。

### 出家
1930年10月1日、金龍山浅草寺伝法院で大森亮順大僧正を戒師として出家得度、天台法師となり「東晃」と号した。「戒光」とも号した。比叡山麓坂本、延暦寺の子院、戒蔵院に籠り、木下寂善僧正のもと三ヶ年の修行。
1933年8月、四度加行（しどけぎょう）を履修。1934年2月、佐々木味津三の訃報に接す。3月、天台宗の僧侶養成機関、比叡山専修院（現在の叡山学院専修科）を卒え、検定試験に合格。准教師となって安楽寺に下り、この間『史外史伝 祇王』『僧兵』などを纏め刊行した。阪東妻三郎を主役にトーキー「支倉常長」の製作、バチカンロケも視野にする構想を発表したりした。1936年「日本評論」に「稚児」を発表（今東光は、「著しく削除されて無残な姿で世に出た」と語っている）、評価の少ない中で川端康成は「東光さんは健在ですね」と日出海に語った。前後して強度の心臓肥大症を患い生死を彷徨う最なか、1935年から数ヵ年を秘教義や易学の研究に勤しみ「神秘」「易学研究」に執筆をかさねた。漸くに静養の明けた1941年1月31日、権律師春聽として岐阜県郡上郡嵩田村（現、岐阜県郡上市美並町）、天台宗大日坊（古来、加賀国白山寺白山本宮〔現 白山比咩神社〕、越前国平泉寺白山神社と並び白山信仰の拠点であった、美濃国白山中宮長瀧寺=泰澄開基の末寺、長瀧一山八坊の一）の住職に任ぜられ赴くが、戦時下の宗教行政（宗教団体法）に阻まれ復興ならず、同年易学書『今氏易学史』を著し（谷崎潤一郎、佐藤春夫序文）、神智学の書籍『神秘的人間像』（THEOSOPHICAL PUBLISHING HOUSE (TPH)刊　C・W・リイドビーター 原著）を訳出刊行、『易学史』は殷代から明代にかけての史書で日本で初めての本格的な研究書として高い評価を受け、北京大学でも紀要になったという。華北交通の顧問としてしばしば中国大陸にも赴いた。同時期、古美術関係の著述が多く、1943年秋、文藝春秋に、出家後の僧名である春聽の名で「熊野拾遺」を発表、実に凡そ20年ぶりの同誌執筆であった。御門流『擇艸』（水谷川紫山・千宗守ら同人　松田幸丸編集・擇艸舎発行）に執筆するなどした。佐渡に渡り取材した『順徳天皇』は戦時下、唯一の大著である。この時代の交友関係に、青山圭男、鳥海青児・美川きよ夫妻があった。1942年水の江瀧子が組織した「劇団たんぽぽ」の命名者でもあった。
1943年11月、ようやくに小康を得たことを機に発心し、顕密両教弘通（けんみつ りょうぎょう ぐつう）の勝地、伝法灌頂の道場として発展した、関東・奥羽の天台宗中心道場、茨城県真壁郡黒子村（現筑西市）、東睿山千妙寺に上り、金剛寿院灌室にて入壇、「灌頂」を履修、天台宗伝燈の「三昧流」伝法を修めた。
戦時中は東京・穏田（渋谷区神宮前）に住み、出版書肆・文耀書院や易学の結社「天台閣」を興すなどし、下谷区根岸 (台東区)・聖恩教会（本門法華宗）長田龍省(おさだ りゅうしょう)との親交を深めた。龍省は秀れた法華行者で霊能家であり、「易学史」執筆や、東光の少年期、父武平招来による出逢い以来の、神智学等「秘教義」研鑽時代の東光坊春聽法師の盟友的存在であった。しばしば、龍省の巫呪、口述する＂古代秘史＂をノートに書き留め続けていたという(夫人談)。1945年5月25日の空襲で2万5千冊の蔵書を焼亡、新進作家として活躍した時代の交友録、諸作家や友人たちとの書簡資料、貴重な仏書、史料等も焼失した。当時北多摩郡調布町二本松にあった軍需工場、昭和鍛工会社（戦車のキャタピラ等を製造）付属青年学校の講師を務めていたことから、調布町飛田給の同社宅に疎開した。同じころ、妻フミ子が離婚を申し出た。
戦後1946年秋、母綾の秘書役を務めていた千葉県印旛郡志津村（佐倉市志津）の旧家の人、蜂谷清（はちや きよ）と再婚。かつて1936年「日本評論」に発表の「稚児」を、稿を革たに1947年2月に谷崎潤一郎序文、鳥海青児装丁を得て刊行、出版元の金沢忠雄は仲間内で「カナチン」と称ばれる印刷用紙ブローカーの闇屋然であったと。この時期に特筆すべき労作として、1936年に死去した父武平の遺稿等を母とともに修訂、編纂した涅槃論の大冊「神智の門」があって(1947年8月16日、武平忌に脱稿)、上田光雄主宰の光の書房から刊行予定であったが実現を見ず、後ち二度にわたり翻刻連載が試みられた（個人雑誌「東光」1953・「歓喜世界」1983～89）。
1948年9月、富田常雄主宰「日本文庫」に2千枚の長編を構想し「悪童」を連載した。稿料は月5千円であった（夫人談）。亡父の墓処、多磨霊園、武蔵國分寺跡はじめ北多摩近在を下駄一足で歩き回り、沈潜・雌伏の時代とはいえ、近藤勇、新撰組に関するもの等、小品50数編が生まれた。同時期、フィリピンから復員した今日出海が、1945年11月、文部省社会教育局文化課長、同芸術課初代課長となった。敗戦の翌年、1946年に開催された「第1回芸術祭」の立案には、小泉清（洋画家：小泉八雲の三男）に呼びかけるなどし、積極参画した（本人談）。
調布は「東洋のハリウッド」とも称された映画の町で、出家前に阪東妻三郎プロダクション（阪妻プロ）顧問や、全日本映画従業員組合書記長、日本プロレタリア映画同盟委員長などを務めていた関係もあって、飛田給の草庵に多くの映画人が訪れた。時代は1946年から1948年の東宝争議の真っ只中で、東宝、新東宝、独立プロの関係者が出入りしていた。かつての調布・二本松の軍需工場、昭和鍛工会社跡地は、戦後、伊藤武郎による独立映画の撮影所となった。
1950年秋から一年間、春日大社、四天王寺に赴き易学を講義、1951年9月、天台宗総本山延暦寺座主の直命により大阪府八尾市中野村の天台院の特命住職となり西下する。天台院は当時檀家が30数軒の貧乏寺であったが、
天海大僧正の直弟子、念海和尚による再興、無畏智道上人止住隠棲など、歴代、高僧の隠居寺であった。西下には、齋藤石鼎（のちに義仲寺住職）、塚本龍泉（法華行者、易学家 『觀法』主幹）が同道した。保田與重郎が『春聽上人』としての西下を促した。與重郎が後に著した『現代畸人伝』に当時の消息が綴られている。同時期、河上徹太郎、伊藤整らが大正期「新感覚派」作家の雄としての今東光を回想、高見順も『昭和文学盛衰史』にその文壇史的位地を特筆した。天台院主として春聽上人は1952年5月1日、東光山（紫雲山）天台院に晋山した。沼田に囲まれた河内八尾の鄙びた小庵への入山であったが、春日大社宮司・水谷川忠麿（近衛文麿・近衛秀麿の弟、夭折した近衛直麿の兄）、四天王寺管長・出口常順の列座、雅楽伶人による雅楽の演奏、職衆による声明という古式による入山の儀に村人は度肝を抜かれ、「オイ。ワレ。こんどの和〈おす〉さん（和尚さんの意）。エライ、ヤマコ張っとる《ペテン師》やナイケ。」などと噂し合った。摂河泉、畿内古代道を渉猟し、檀家信徒と接する衆生教化の日々の中に、河内人の気質、風土、歴史への理解を深くし、東大阪新聞社『河内史談　第参輯』1953 に「天台院小史」を執筆。「河内はバチカンのようなところだ」「歴史の宝庫だ」と、作家魂が蘇生、個人雑誌『東光』を刊行した。のちに文壇復帰のきっかけとなる「闘鶏」を取材執筆しながら、「ケチ(吝嗇)・好色・ド根性」といった河内者の人間臭と、土俗色の色濃い河内地方の方言や習俗に親しんでいった。のちにエンターテイメント作家としての代表作のひとつとなる『悪名』の主人公、朝吉親分のモデルとなった、岩田浅吉との出会いもこのころであった。

### 文壇復帰
1953年2月、短編「役僧」が30年ぶりに『文藝春秋』に掲載され、文芸家協会編 『創作代表選集』にも収録された。『大法輪』に「天台大師」「師の御坊」、『祖国』に幕末の志士河上彦斎を描く「人斬り彦斎」を連載、「破戒無慚」「人の果て」を発表。1955年10月2日、比叡山に上山。天台宗随一の古儀、法華大会（ほっけだいえ）「広学豎義」（こうがくりゅうぎ）に臨み教学論議（僧侶の試験）を及第し阿闍梨となり、1956年1月、京都の宗教紙「中外日報」第二代目社長に就任した。
天台院を訪れた谷崎潤一郎により「闘鶏」の原稿が中央公論社に送られ、『中央公論』1957年2月号に掲載された。その前年1956年に裏千家の機関誌『淡交』に1年間連載していた『お吟さま』で第36回直木賞を受賞し、一躍流行作家として文壇に復帰する。
それまで天台院では法施への対価として、宝前に河内産の茄子や胡瓜、ときに軍鶏肉があがる、長閑、朴訥としたものだったが、東光和尚ブームの到来に一夜にしてバタくさいものになったと夫人は語った。「だって、それまでお布施ったって30円くらいでしょ。それが印税が入ってくるのですものね。」「お寺の修理だ、復興だって出てゆく。本山から給料が出るわけじゃないし。ネ。」「私が好きな作品は『悪童』。一番いい時代でした。」「毎日、毎日が面白かったのよ。言葉なんてちっともわからないのにね。」「東光は。オイ。今日はいい日だな。いい日だな。って言うけれど、何もいいことなんてないのよネ(笑)。檀家の話は、ケンカだ。バクチだ。ヨバイだ、ジョロカイだって、そればかりでしょ(笑)。放送局(BK:NHK大阪)が取材に来て録音してっても放送できないっていうのヨ（笑）。」「それでいて、夜中になると、そのテープ、みんなで聞いてはゲラゲラ笑ってるんだって(笑)。あのテープ、どこかに残ってないでしょうかね。」(「驚きももの木20世紀」「知ってるつもり?!」等、民放取材にこたえての夫人談)
作家活動再開後は「山椒魚」「春泥尼抄」「悪名」「こつまなんきん」「河内風土記」など、八尾周辺の河内地方に取材した、一連の「河内もの」を立て続けに発表し、舞台化、映画化も相次いだ。辺鄙な農村、八王子市恩方に篭り第2回毎日出版文化賞を受賞したきだみのるの「気違い部落周游紀行」と、上方河内在の異色の僧が描く「河内もの」は東西の雄と評され衆目を蒐めた。大宅壮一、福田定一（司馬遼太郎）、村上元三、寺内大吉をはじめ、天台院を訪れる識者は多士済々、柳原白蓮の姿もあった（本人談）。文学講座も開かれ「日本書紀」の講義では、大和・河内の地理にもとづく、在郷ならではの「オモロ講座」が展開した。（鈴木助次郎談）
1957年に東京・京都で開催された国際ペン大会京都大会では、日本ペンクラブ会長川端康成を援け、関西財界人に呼びかけ大会を成功に導いた。その流れは1960年、山田耕筰、和田完二らとの「大阪文化協会」設立、第1回大阪文化まつり開催となってゆく。1958年には帝塚山学院、四天王寺学園、相愛女子短期大学講師として、比較文学を講義。
この時期の作品として、古代史や河内キリシタン伝承に取材した「弓削道鏡」「生きろマンショ」、「はぜくら（支倉常長）」「東光太平記（楠木正成）」など歴史小説を数多く創作。天台院の名は全国に知られた。同院の再興につづき、貝塚市の水間寺、密蔵院、明眼院、安養寺など特命住職として次々に兼務する荒廃した古刹の復興に身を挺し、印税を注ぎ込んでの寺院経営を手がけ、権僧正を拝命する一方、「オレは大工坊主みたいなものだよ。オイ」と周囲を笑わせ、ケムに巻いていた。取材に赴く先々、執筆の途次、杖を、筆を留め、しずかに読経することしばしばであった。『悪名』は1961年に勝新太郎、田宮二郎出演の映画(大映)となりシリーズ化されるほど大ヒットした。

### 中尊寺貫主時代
僧侶として1964年春にエジプトからヨーロッパ各国巡錫の旅に出掛け、4月28日にバチカン市国ローマ法王庁で教皇パウロ六世に謁見した。バチカン放送局の放送機材を松下幸之助が寄贈していた縁で、日本人初の放送を行った（伝）。1965年11月に僧正となり、1966年5月中尊寺貫主に晋山し、国宝金色堂の昭和大修理に努めた。1968年5月に落慶大法要を執行した。谷崎潤一郎、川端康成、梶山季之の死去に際して戒名を贈り、葬儀の導師を勤めて弔辞を読んだ。同じ天台宗僧侶である弁慶を描いた『武蔵坊辨慶』は、参議院議員活動による中断を挟んで1964 - 65年及び76 - 77年に新聞連載されたが、死去により未完となる。両親が津軽出身であることから自らを蝦夷の末裔「東夷ノ沙門（とういのしゃもん）」と称し、平泉・中尊寺を創建した奥州藤原氏を描いた歴史小説『蒼き蝦夷の血 藤原四代』を1970年から執筆するが、藤原清衡、藤原基衡、藤原秀衡の三代まで描いて死去して未完となる。1973年11月に瀬戸内晴美が中尊寺で出家得度すると、師僧となり「春聽」の一字を採って「寂聴」の法名を与えた。
1968年に参議院議員選挙全国区で自由民主党から立候補して当選し、1期務めた。選挙時は川端康成が選挙事務長となって運動に協力し、街頭で応援演説も行った。議員在職中の1970年5月16日に陸上自衛隊新発田駐屯地の講演会で「自衛隊は人を殺すのが商売なのだから、安心して殺せ」と述べて物議を醸すなど、型破りな性格と発言はつとに有名だった。「毒舌説法」でテレビや週刊誌でもコメンテーターとして人気があり、1973年から週刊プレイボーイの過激な人生相談「極道辻説法」でも知られた。生来の「喧嘩屋」でその特異な人物像から各界に多大な影響を及ぼし、梶原一騎や笹川良一と並び誇張も含め「昭和の怪人」として評されることが多い。

### 晩年
天台宗による「一隅を照らす運動」が1969年に始まると、その初代会長を1973年まで務めて辻説法した。
無頼派作家集団「野良犬会」の会長として、柴田錬三郎、黒岩重吾、野坂昭如、戸川昌子、吉行淳之介、井上ひさし、梶山季之らを集めた。
晩年は、S字結腸癌を患い国立がんセンターで1973年と1974年に手術を受けるも、比叡山・法華総持院東塔 昭和大再建（さいこん）、延暦寺で長講会（ちょうごうえ）、1975年に坂本・東南寺で「戸津説法」講師（こうじ）勤仕 、不動堂(護摩堂)、涅槃堂、大書院等、中尊寺諸堂の諸整備、岩手県浄法寺町の古刹、八葉山天台寺特命住職晋山、復興に着手、1976年に本尊・十一面観音菩薩像の造立発願、あらたな時代に向けて天台教学改革提唱など、傑僧躍如たるものがあった。加えて、闘病、静養もままならぬなか、1972年に欧州で耀盌・出口王仁三郎作品展、1975年にハワイで天台宗海外伝道事業団として錫を巡らし、過密なスケジュールながらも「作家は、ジャーナリズムに殺されてこそ本望」「ボクは生涯現役だよ」と執筆、テレビ出演、講演、口述を続けた。1975年から77年まで『海』に連載した、若いころの谷崎潤一郎を描いた『十二階崩壊』、週刊読売連載「友鏡 ― 宇野千代の巻」が絶筆となる。
1977年6月に体調を著しく崩して再々度入院し、急性肺炎を併発して千葉県四街道市の国立療養所下志津病院で9月19日に遷化した。寛永寺根本中堂瑠璃殿における本葬儀には、東叡山輪王寺門跡　杉谷義周大僧正が、法号「大文頴心院大僧正東光春聽大和尚（だいぶんえいしんいん だいそうじょう とうこう しゅんちょう だいかしょう）」を撰み大導師を勤めた。弔辞は、前夜パリから駆けつけた東郷青児が「十七歳の東光ちゃんは」と泪の裡に呼びかけ、椎名悦三郎が続き、皇太子からの供花、福田赳夫首相の献香、宗教界、文壇、政界、財界、芸能界ほか多数の参座者が続いた。坪内寿夫、竹中労、戸川昌子、安岡章太郎、藤本義一、田宮二郎ら各界の著名人や、一般読者の青年も数多く参列した。
墓所は東京都台東区上野寛永寺第三霊園、柴田錬三郎の撰文による文学碑があり、中尊寺、天台寺、天台院、比叡山霊園（堅田）に分骨納骨、それぞれに供養塔が建てられ、三回忌、七回忌…と年忌が営まれた。寛永寺における折々の偲ぶ会には、松本清張、陳舜臣、半村良も駆けつけた。寛永寺を会場にしての偲ぶ会は、夫人の強い意思によって、1999年（平成11年）9月19日の二十三回忌法要まで続けられた。
文壇復帰からの作家活動や宗教活動を守り支えた きよ夫人は、2008年（平成20年）9月19日、夫の祥月命日と同月同日に逝去した。「慈観院闊朗清妙大姉」の法号は、東叡山寛永寺一山圓珠院、杉谷義純住職（天台宗元宗務総長、現妙法院門跡）の撰による。大和尚をして「この世で一番畏いのは、かあちゃんだよ!」と言わしめた、愛らしく剛い人柄そのものを表す。千葉県佐倉市で執り行った葬儀は、杉谷師が導師を勤め、中尊寺、天台寺、天台院等の諸師らが読経し、法弟子瀬戸内寂聴尼も列座し、法類、法縁が随喜して親交ある多数の士が参列した。司馬遼太郎夫人の福田みどりも献花した。
2009年9月の三十三回忌法要と、きよ夫人の一周忌法要は、山田俊和中尊寺貫首による導師、故春聽貫主と有縁の一山重職方出仕の許、平泉・関山中尊寺本堂にて厳修された。
2018年（平成30年）9月4日は、春聽（東光）、文武、日出海、信巳四兄弟の厳父、キャプテン・コン=今武平の生誕150年の嘉日であった。9月1日（土）、かつて1927年（昭和2年）、多磨霊園に武平が建立した塔廟 【今氏之墓　北野玄峰永平寺六十七世管長揮毫】（註：武平が考究したセオソフィー=神智学・霊智学に則い、ピラミッドとダビデ星を象っている）を前に、記念墓前祭が執行された。晨朝、会の準備中には西方の空に巨きく虹と彩雲があらわれた。浄域には、遺影、著作、香華灯とともに、「胡桃船長」に相応しくクルミのガトーが供えられ、直会（なおらい）のあとの茶会では、1927年12月、諸井三郎、今日出海、大岡昇平、長井維理、内海誓一郎、中原中也、中島健蔵らが渋谷道玄坂の長井長義邸で結成し、河上徹太郎、小林秀雄も参加した音楽団体「スルヤ」（註： 武平が命名　सूर्य、Sūrya 太陽神 七つの光）ゆかりの「朝の歌」「臨終」（諸井三郎曲）、「帰郷」（内海誓一郎曲）、「雪の宵」「夕照」（大岡昇平曲）等の調べにより、往時を偲ぶ時が流れた。

## 作品
『お吟さま』は、千利休の娘の高山右近への愛と生き様を、河内出身の侍女の語りによって、一人の女の哀しい生涯が絢爛たる桃山文化を背景に描かれている。直木賞選考会では、選考委員達よりも文壇では先輩でもあり、今さらという意見もあったが、大佛次郎は「老熟した作家のものと称せざるを得ぬ」と評し、吉川英治、木々高太郎、川口松太郎らの支持も得て受賞する。
この年の『中央公論』2月号に掲載した短篇「闘鶏」は、浅吉親分こと、岩田浅吉に教えられた闘鶏の魅力に取り憑かれて作家としての情熱を取り戻し、数年かけて取材執筆したもので、闘鶏を通して河内の風土を描いており、平野謙、高橋義孝はこの時代の秀れた代表作として推すなど高く評価されている。河内出身の尼僧の愛憎、苦悩と生き様を描く『春泥尼抄』は映画化もされて話題になり、尼僧ブームを巻き起こした。
自伝的長編小説として『悪童』『悪太郎』がある。

### 小説『稚児』と「弘児聖教秘伝私」
比叡山の叡山文庫には『児灌頂私』（元奥書 宝徳2年〔1450年〕）というタイトルの写本が伝わっており、前半は、中世の天台宗で少年（稚児）を対象に行われたと考えられる「児灌頂私」という秘儀の儀式と私記を記した「児灌頂私」、後半は稚児の立ち居振る舞いの決まりや、僧と稚児の性愛の作法などを記した「弘児聖教秘伝私」が収録されている。少年を稚児とする「児灌頂」により、少年は慈悲をもって一切衆生を救う観音菩薩と同一の存在と化すとされ、稚児が性愛によって僧を救済することが暗示されている。僧は煩悩が生じた際に稚児を犯すが、生身の稚児そのものを犯すのではなく、稚児の性を通して観音菩薩と契るとみなされていた。
今東光はこの「弘児聖教秘伝私」を下敷きに小説『稚児』を執筆した。比叡山の美しい稚児の花若丸と高僧の蓮秀法師の恋愛、別の稚児阿字丸が加わっての三角関係、花若丸に対する慶算法印の横恋慕という物語を創作し、「弘児聖教秘伝私」の書き下し分を随所にちりばめた。
「弘児聖教秘伝私」は公にされておらず、叡山文庫でも閲覧が禁止されており、この小説によって世間に知られるようになった。小説『稚児』は、「弘児聖教秘伝私」を知る手段として注目された。しかし、作品として論じられることはなかった。
三島由紀夫は『禁色』で、『児灌頂私』の一部を記しているが、三島にはこの写本を閲覧する手段はなく、小説『稚児』から引用したものであり、今東光は昭和48年に出版された自身の選集で三島の無断引用に苦言を呈している。また、稲垣足穂『少年愛の美学』では、児灌頂のサンプルを作るために小説『稚児』から引用がされている。
研究者も「弘児聖教秘伝私」について論じる際に、有用な資料として小説『稚児』を参照していた。（現在『児灌頂私』はマイクロフィルムが公開されている。）

## 著作一覧
- 『痩せた花嫁』金星堂 1925年（短編集）
- 『愛経』新潮社 1927年
- 『愛染物語』至玄社 1927年（短編集）
- 『奥州流血録』先進社 1930年
- 今春聽『僧兵』政教書院 1934年（のち『山法師』に改題）
- 今春聽『今氏・易学史』紀元書房 1941年（序文:谷崎潤一郎・佐藤春夫・加藤大岳）
- 今春聽『順徳天皇』有光社 1943年

※以降の表記はすべて今東光名義
- 『稚児』鳳書房 1947年。序文谷崎潤一郎
- 『人斬り彦斎』東京創元社 1957年。改題『北斎秘画』[14]徳間文庫 1986年
- 『みみずく説法』光文社カッパ・ブックス 1957年
- 『お吟さま』淡交社 1957年、新版1978年、のち角川文庫、新潮文庫、講談社文庫大衆文学館
- 『闘鶏』角川小説新書 1957年、のち文庫
- 『テント劇場』大日本雄弁会講談社ロマン・ブックス 1957年
- 『悪童 第1部』現代社 1957年、のち角川文庫
- 『春泥尼抄』講談社 1958年、のち新潮文庫、角川文庫
- 『弱法師』筑摩書房 1958年
- 『山法師』春陽堂書店 1958年
- 『愛染地獄』浪速書房 1958年、のち徳間文庫
- 『山椒魚』文藝春秋新社 1958年、のち角川文庫
- 『尼くずれ』角川書店 1958年
- 『一絃琴』筑摩書房 1958年
- 『悪妻』中央公論社 1958年
- 『百日説法』角川書店 1958年
- 『東光辻説法』文藝春秋新社 1959年
- 『みみずく説法』中央公論社 1959年
- 『東光金蘭帖』中央公論社 1959年、のち中公文庫
- 『悪太郎』中央公論社 1959年、のち角川文庫
- 『弓削道鏡』文藝春秋新社 1960年、のち徳間文庫
- 『裸の恋人』中央公論社 1960年
- 『はだか説法』角川書店、1960年
- 『こつまなんきん』講談社 1960年、のち角川文庫
- 『東光おんな談義』講談社 1960年
- 『東光独言』角川書店 1960年
- 『河内の顔』講談社 1960年
- 『河内風土記』新潮社 1960年、のち角川文庫
- 『悪名』新潮社 1961年、のち角川文庫、新潮文庫
- 『化身』角川書店 1961年
- 『青春画譜』角川小説新書 1961年
- 『僧房夢』角川書店 1961年
- 『はぜくら』中央公論社 1961年
- 『南米耳袋 和尚ラテンアメリカを行く』講談社 1962年
- 『ひとり寝』中央公論社 1962年
- 『愛染時雨』新潮社 1962年
- 『現代人の日本史 元禄の哀歓』河出書房新社 1962年
- 『悪徳』中央公論社 1963年
- 『明日また』角川書店 1963年
- 『生きろマンショ』文藝春秋新社 1963年　（河内のキリシタン大名・三箇マンショを描く。三箇城を参照）
- 『河内の風』講談社 1963年
- 『好色夜話』新潮社 1964年
- 『東光雑記』桃源社 1964年
- 『河内ぞろ』講談社 1965年、のち徳間文庫
- 『河内カルメン』徳間書店 1965年、のち徳間文庫
- 『おしゃべりな真珠』講談社 1965年
- 『弁慶』講談社、1966年
- 『東光毒舌経 おれも浮世がいやになったよ』未央書房 1966年、浪曼 1974年
- 『裸虫』新潮社 1967年
- 『今昔物語入門 男とはかくも底抜けの色好みか』光文社 カッパ・ビブリア 日本人の知恵 1968年
- 『女性葬送 東光辻説法』日本文華社 文華新書 1968年
- 『姣童』講談社 1969年
- 『華やかな死刑派』新潮社 1972年
- 『東光太平記』全6巻　鹿島研究所出版会 1972年、のち「太平記」徳間文庫
- 『蒼き蝦夷の血』全4巻　新人物往来社 1972-76年（絶筆）、のち徳間文庫
- 『悪い使徒 青春無頼』実業之日本社 1973年
- 『泥鰌おっ嬶ァ』番町書房 1974年
- 『おゝ反逆の青春』平河出版社 1975年
- 『青春の自画像』サンケイ新聞社出版局 1975年
- 『青春放浪』光文社 1976年
- 『毒舌心経』実業之日本社 1976年
- 『吉原哀歓』徳間書店 1976年
- 『武蔵坊弁慶』全4巻　学習研究社 1977-78年（未完）、のち徳間文庫
- 『和尚の舌』ロングセラーズ・あまカラ選書 1977年
- 『十二階崩壊』中央公論社 1978年（絶筆）。大正期の谷崎潤一郎らとの交流回想
- 『毒舌・仏教入門』祥伝社 新書判 1990年、のち集英社文庫。1975年に近江・東南寺で行った5日間の戸津説法の全文
- 『ポピュラー時代小説 今東光集』リブリオ出版 1998年

主な共著
- 『古都の尼寺』葛西宗誠写真 淡交新社 1961年
- 『奥の細道 カメラ紀行』葛西宗誠 写真 淡交新社 1963年
- 『平泉中尊寺』井上博道写真 淡交新社 1967年
- 『六波羅蜜寺 空也の寺』小林剛・五来重共著 山本建三写真 淡交社 1969年
- 『比叡山延暦寺』山本建三写真 淡交社 1969年
- 『毒舌日本史』文藝春秋 1972年、のち文春文庫、聞き手池島信平
- 『東光ばさら対談』講談社 1974年
- 『極道辻説法』集英社 1976年、のち集英社文庫、週刊プレイボーイ連載（担当者は島地勝彦ほか）
  - 『続 極道辻説法』1976年、『最後の極道辻説法』1977年（抜粋・文庫版『毒舌 身の上相談』）
- 『対談 日本発掘　歴史にうもれたエラい奴』朝日イブニングニュース社、1977年

### 作品集
- 『今東光名作選集』全7巻　徳間書店 1965年
  - 『こつまなんきん』『弓削道鏡』『河内カルメン』
  - 『僧房夢』『愛染時雨』『河内草枕』『尼くずれ』
- 『今東光秀作集』 徳間書店、1967年
  - 『阿修羅』『尼やつれ』『名残川』
  - 『信長を刺した女』『ひめはじめ』
- 『今東光代表作選集』全6巻　読売新聞社 1972年
- 『小説河内風土記』東邦出版社（全5巻） 1977年（NHKドラマ「河内まんだら」原作）

### 翻訳
- ドストイエフスキイ『流人の家』春陽堂訳述叢書 1924
- ラフカデオ・ヘルン『文学入門』金星堂 1925
- 『小泉八雲随筆集』明治大正随筆選集 人文会出版部 1926
- 『支那文学大観 第5・6巻　桃花扇』支那文学大観刊行会 1926
- 云亭山人『桃花扇』鹽谷温 原註 北隆堂書店 1930
- C・W・リイドビーター『神秘的人間像』文曜書院 1940年

### レコード（LP）
- 極道辻説法 CBSソニー 1977年
- 和尚の遺言 CBSソニー 1977年

## 人物・エピソード
- 1954年3月の第五福竜丸被爆事件の船内残留物を調査し、被爆罹災した核実験が水爆であると確認した分析化学者・理学博士、木村健二郎、航研機パイロットの藤田雄蔵とは幼なじみであり、藤田とはよく二人でグライダーのようなものを作って遊んでいた。横浜市の老松小学校の同級生尾崎士郎は東光にのべつ殴られて泣かされ、故郷岡崎に逃げ帰ったが、東光は全く憶えておらず、士郎の作り話だったかもしれないと述べている[15]。関西学院の後輩稲垣足穂を高く評価していたが、足穂も在学中に今から殴られたことがあると言われ、友人が「今東光のところへ遊びにいこう」と言っても「あいつから殴られた恨みが消えないんで行かねえ」とへそを曲げていたが、東光は「オレなぐった覚え、ねえんだよ」と忘れていた（「極道辻説法」より）。
- 東京で画の勉強を行っていた際、伯父の使いで森鷗外の観潮楼へ『渋江抽斎』の執筆資料を届けたこともある。帝国劇場で開催されたある音楽会の席上、武者小路実篤の紹介で夏目漱石とも一度対面している。
- 谷崎の秘書を務めていた当時は意図的に柔弱な文学青年の身なりをしてカフェに入り、チンピラに言いがかりをつけられるのを待ち、期待通り喧嘩を売られると表に出て相手を半殺しの目に遭わせ、「やい。文学をやってる人間は皆な優さ男の意気地無しと思うなよ。俺みてえに喧嘩が三度の飯よりも好きな奴もいるんだ。見損うなよ」と啖呵を切っていた[16]。大山倍達と交際し、極真空手初段の段位を贈られたこともある[注釈 12]。「文壇諸家価値調査表」でも「腕力」の部で100点満点を与えられるなど、腕力の強さは古くから知られていた。
- 毒舌日本史 文藝春秋 1972年で出口王仁三郎との交流を描いている。
- 特定の出版社に縛られないで執筆する「鎖に繋がれていない犬、首輪のない犬たちの会」という作家の集まりである野良犬会を1973年に結成、会長を務めた。副会長は柴田錬三郎。事務長は梶山季之。会員には井上ひさし、黒岩重吾、瀬戸内晴美、田中小実昌、田辺聖子、陳舜臣、戸川昌子、野坂昭如、山口瞳、藤本義一、吉行淳之介といった面子が顔を揃えていた。
- テレビや雑誌で見せる型破りな姿とは裏腹に、プライベートでは静かで謙虚な人柄であった。死の直前の主治医であった医師は、東光がガンによる苦痛をものともせず「大丈夫だ」とニコリと笑っていた姿を見て「こんなに意志の強い患者は初めて見た」と言い「テレビで見せる姿とは違って、非常に思慮深い思考をなさる人でした。ただ髪の毛はいつお剃りになっているかわかりませんが、生えてはきませんでしたね」と感想を残している。
- 1930年先進社から出版された『奥州流血録』は、生出仁（1904年 - 1954年)による代作であり、1988年に岩手出版から生出名義の『愛闘』として出版された[18]。
- 昭和の易聖といわれた加藤大岳と親友になり、汎日本易学協会を立ち上げ、『今氏・易学史』を発表して高評価を得た。

## 原作映画
- 『異人娘と武士』阪東妻三郎プロダクション、井上金太郎監督、1925年、阪東妻三郎、関操
- 『美男お小姓 人斬り彦斉』日活、佐伯清監督、八住和雄脚色、1955年、坂田藤十郎 (4代目)、山根寿子
- 『春泥尼』日活、阿部豊監督、1958年、筑波久子、左幸子、岡田真澄   船戸順 環三千世
- 『みみずく説法』東京映画、久松静児監督、1958年、森繁久彌（東光役）、司葉子
- 『河内風土記　おいろけ説法』宝塚映画、久松静児監督、1961年、森繁久彌、原知佐子、加東大介、藤木悠、浪花千栄子
- 『河内風土記　続おいろけ説法』宝塚映画、久松静児監督、1961年、森繁久彌、高島忠夫、浪花千栄子、山茶花究、花菱アチャコ
- 『河内風土記　おいろけ繁盛記』宝塚映画、佐伯幸三監督、1963年、フランキー堺、進藤英太郎、池内淳子、伴淳三郎
- 『河内カルメン』日活、鈴木清順監督、1966年、野川由美子、伊藤るり子、宮城千賀子
- 『尼くずれ』大映、池広一夫監督、1968年、安田道代、三木本賀代
- 『悪名』大映京都、田中徳三・森一生・安田公義・マキノ雅弘・増村保造監督・依田義賢脚色、勝新太郎、田宮二郎主演
- 『お吟さま』松竹、田中絹代監督、成澤昌茂脚色、1962年、有馬稲子、仲代達矢、高峰三枝子
- 『河内ぞろシリーズ』 (『河内ぞろ』の映像化) (1964年、日活)
  - 『河内ぞろ どけち虫』
  - 『河内ぞろ 喧嘩軍鶏』
  - 『河内ぞろ あばれ凧』
- 『河内フーテン族』宝塚映画、千葉泰樹監督、伊福部昭音楽、1968年、フランキー堺、ハナ肇、野川由美子、酒井和歌子、藤木悠
- 『ゾロ目の三兄弟』(『河内ぞろ』の映像化) 東映、山下耕作監督、高田宏治脚色、小林旭、渡瀬恒彦、田中邦衛
- 『お吟さま』東宝&大映京都、熊井啓監督　依田義賢脚色、伊福部昭音楽、1978年、中野良子・中村吉右衛門・志村喬主演

他多数

## 劇中で今東光を演じた俳優
- 渋谷天外 - 「みみずく説法」文芸劇場（NHK版）1962年5月11日、ほか
- 森繁久弥 - 「みみずく説法」東宝
- 小倉一郎 - 「生きて行く私（1984年版）」MBS・PDS
- 伊武雅刀 - 「女の一代記」シリーズ
- 毒蝮三太夫 - 「全身編集長」～文豪から学ぶオトコの生き方～（NHK）2014年4月、ほか